# Immanuel Jakobovits, Baron Jakobovits

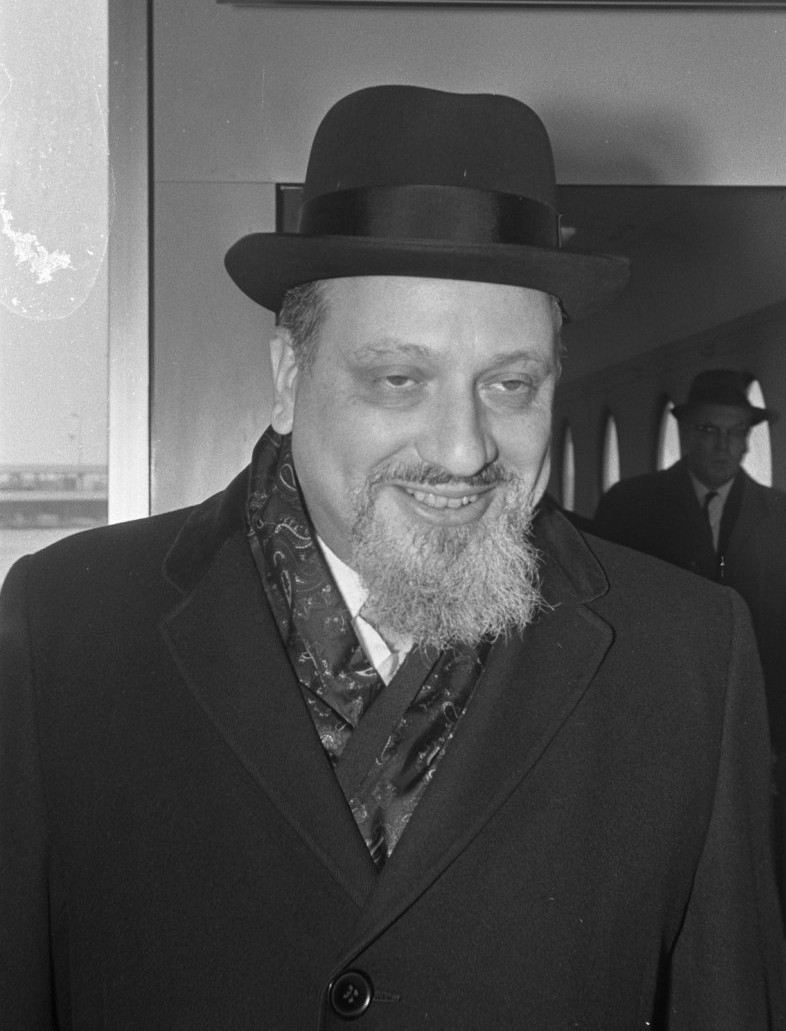
Immanuel Jakobovits, 1969

Immanuel Jakobovits, Baron Jakobovits Kt (גקובוביץ, אמנואל) (geb. 8. Februar 1921 in Königsberg; gest. 31. Oktober 1999 in London) war ein jüdisch-orthodoxer deutsch-britischer Rabbiner, Großrabbiner von Irland und orthodoxer Oberrabbiner der Vereinigten Königreiches.

## Leben
Der Sohn von Julius (Yoel) Jakobovits (1886–1947), Rabbiner im ostpreußischen Königsberg, zog mit der Familie Jakobovits nach Berlin, wo der Vater am Rabbinatsgericht als Dayan tätig wurde. 1938 floh die Familie nach London. Immanuel studierte an der Jeschiwa Etz Chaim, wo er das Rabbinerdiplom, die Semicha, erhielt. Daneben studierte er am Jews’ College und an der University of London, wo er den Ph.D. erwarb. Zuerst wurde er Rabbiner der Synagoge von Brondesbury im London Borough of Brent, 1949 im Alter von 27 Jahren Großrabbiner von Irland, 1956 Rabbiner an der Fifth Avenue Synagogue von New York in Manhattan. Von 1967 bis 1991 war er Oberrabbiner des Vereinigten Königreiches, der United Hebrew Congregations of the Commonwealth. 1981 wurde er von Königin Elisabeth II. als Knight Bachelor („Sir“) geadelt. 1988 wurde er als Baron Jakobovits, of Regent’s Park in Greater London, zum Life Peer erhoben und dadurch Mitglied des britischen House of Lords.
Er galt als jüdischer Spezialist für Bioethik und Halacha, 1991 erhielt er den Templeton-Preis. Seine Auffassung von der Heiligkeit des Lebens ähnelte der römisch-katholischen Position, die er in Irland studiert hatte. Im Parlament fiel er durch konservative, auch homophobe Ansichten zur Homosexualität auf. Wirtschaftspolitisch unterstützte er den ultraliberalen Kurs von Margaret Thatcher und ihren Kampf gegen Gewerkschaften. Seine Unterstützung des Zionismus führte er auf seine deutsche Herkunft zurück und verursachte Spannungen mit britischen Muslimen. Dabei war er gegen die säkularen Sichtweisen der israelischen Sozialisten wie Ben-Gurion.
Nach seinem Tod 1999 wurde er in Jerusalem auf dem Jüdischen Friedhof am Ölberg begraben. Er war mit der deutsch-französischen Rabbinertochter Amelie Munk, gebürtig aus Ansbach, verheiratet.

### Ehrungen
- Lambeth DD (doctor of divinity) durch den Erzbischof von Canterbury 1987 (als erster Jude)
- Verleihung des Lord-Jakobovits-Preises seit 2012 durch das Informationszentrum Ostpreußen[6]

## Schriften
- Jewish Medical Ethics. A Comparative and Historical Study of the Jewish Religious Attitude to Medicine and Its Practice, 1959, Bloch 1997, ISBN 978-0-8197-0097-1
- Jewish Law Faces Modern Problems, 1965
- Journal of a Rabbi, 1966
- The Timely and The Timeless: Jews, Judaism and Society in a Storm-tossed Decade, 1977
- If Only My People: Zionism in My Life, 1984, ISBN 978-0-297-78474-6
- Dear Chief Rabbi: From the Correspondence of Chief Rabbi Immanuel Jakobovits on Matters of Jewish Law, Ethics and Contemporary Issues, 1980–1990, 1995
- Lord Jakobovits in Conversation, Valentine Mitchell 2000, ISBN 978-0-85303-377-6